# 紐芬蘭與拉布拉多省旗
紐芬蘭與拉布拉多省旗是加拿大紐芬蘭與拉布拉多省的官方旗幟，於1980年開始使用，長寬比是1:2。

## 設計
省旗以白色為底色，左方有四個藍色直角三角形，右方有兩個外紅內白直角三角形，右中部有一外紅內金箭頭。白色代表冰雪，藍色代表海洋，而紅色和金色則分別代表省民的努力和自信。左方的四個藍色三角形呼應了英國國旗的設計，代表該省過往作為英國殖民地和自治領的歷史。右方的兩個外紅內白三角形代表該省的兩個主要組成部分（紐芬蘭島和拉布拉多），而外紅內金箭頭指向光明的未來之餘也貌似一把劍，以示對退伍和陣亡軍人的敬重。
右方的形狀合起來有如一支三叉，代表漁業和海洋資源對該省的重要性。旗上還包含其他設計元素，包括代表基督教的十字以及當地貝奧圖克人（Beothuk）和因努人（Innu）原住民族的傳統裝飾，以及一個楓葉輪廓。

## 歷史
紐芬蘭殖民地政府從1870年起使用右方加上紐芬蘭圖章的藍船旗作為其政府船旗：該圖章為白底，中央帶有一個皇冠，下方則以大寫紅字註明紐芬蘭的拉丁文名稱。圖章於1904年更改後顯示羅馬神話中的商業神墨丘利帶領一名漁民將其漁獲奉獻予不列顛尼亞女神，上方一條綬帶以大寫註明，下方則註有拉丁文格言（意即「我把這些禮物獻給你」）。紐芬蘭政府除了更換藍船旗上的圖章外，亦將該新圖章加上紅船旗，此旗遂成為紐芬蘭的民船旗。雖然紐芬蘭紅船旗在陸地上沒有任何正式地位，但當地居民仍不時在建築物外部和公眾活動場合懸掛和揮舞這面旗幟。

紐芬蘭藍船旗（1870年-1904年）
紐芬蘭紅船旗（1904年）
紐芬蘭藍船旗（1904年）

米字旗

紐芬蘭自治領議會於1931年5月15日通過《國旗法案》，正式將米字旗定為在陸地上代表紐芬蘭的旗幟；該法案亦確定紐芬蘭紅船旗和紐芬蘭藍船旗分別作為自治領民船旗和政府船旗的地位不變。紐芬蘭後於1934年放棄自治領地位並回退成由英國派員管轄的殖民地，再於1949年3月31日成為加拿大第十個省，但一直保留米字旗作其代表旗幟，並於1952年正式確認米字旗作其省旗。然而，加拿大其他國民只會把米字旗視作英國國旗（或加拿大的皇家聯合旗）而非紐芬蘭省旗，為紐芬蘭省民在省外推廣該省時增添難度。
有見及此，省政府於1979年11月成立一個七人委員會來探討新省旗設計。四名執政黨成員和三名在野黨成員在往後兩個月間走訪省内多處，諮詢省民對新省旗設計的意見。委員會整合省民意見後邀請當地藝術家克里斯托佛·普拉特（Christopher Pratt）草擬數份省旗設計方案；普拉特於1980年4月17日向委員會提供六份設計方案，當中後來成為省旗的方案獲七名委員一致接納。省議會於同年5月26日以22票對10票的比數通過採用該省旗設計，法案再於同年6月6日獲御准，新省旗則於同年6月24日（即喬瓦尼·卡博托於1497年發現紐芬蘭的紀念日）首次飄揚。
省旗的設計於2010年11月15日列入加拿大紋章局的紋章及旗幟名冊内。

## 其他旗幟

紐芬蘭與拉布拉多省 省督旗
紐芬蘭三色旗
拉布拉多旗
紐芬蘭與拉布拉多省 法語居民旗

## 外部連結
- 维基共享资源上的相關多媒體資源：紐芬蘭與拉布拉多省旗